# 暦物語 (西尾維新)
『暦物語』（コヨミモノガタリ）は、西尾維新による青春怪異小説。〈物語〉シリーズの第11弾（通巻14巻目）として講談社BOXレーベルにて2013年5月に刊行された。イラストはVOFANが手掛けている。

## 概要
現代の怪異を描き、大ヒットした『化物語』のその後を描いた〈物語〉シリーズ・ファイナルシーズンの第二弾。ファイナルシーズンは当初は『憑物語』『終物語』『続終物語』の三部作で完結の予定だったが、2005年に発表された第1作『化物語』からかなり時間が経過したこともあって、一度物語を振り返ろうとの意図から本書が書かれた。
話数は本作ではリセットされている。第一話「こよみストーン」から第十二話「こよみデッド」までの十二話の短編で、主人公・阿良々木暦（あららぎこよみ）の高校三年生の一年間を振り返る体裁となっている。ただし、総集編というわけではなく、それぞれのエピソードでは今までに語られなかった事件が綴られている。あとがきを含め447ページとシリーズ中で最もページ数の多い巻である。
12話構成ということもあって、VOFANによる挿絵は12枚、それぞれの話に登場するヒロインが描かれた。忍野扇（おしのおうぎ）と臥煙伊豆湖（がえんいずこ）は初ビジュアル化だが、全てのキャラクターが顔は見えないように描かれた。これを使用したポストカードセットも2013年6月に発売された。
パッケージイラストには影縫余弦（かげぬいよづる）が描かれている。小説の挿絵に余弦が描かれるのは今回が初。
売上部数は2013年5月26日までの2週間で約16万部。また、前作『憑物語』、前々作『恋物語』に引き続きBOOK（総合）ランキングで2週連続1位を獲得した。

## あらすじ

### こよみストーン
四月初旬、阿良々木暦はクラス懇親会の会議の折、委員長の羽川翼から不思議な石の話を聞く。学校内の花壇に小さな祠が建てられており、そこに奇妙な石が祀られているという。春休みに吸血鬼がらみの事件で五百万円の借金をしてしまった暦は、この話を怪異の専門家、忍野メメに売ることで返済に充てようと目論む。

### こよみフラワー
五月初旬、戦場ヶ原ひたぎが抱えていた蟹の怪異の事件が解決した翌日、暦はひたぎから不思議な話を聞かされる。その話を確かめるため、暦は私立直江津高校の屋上に外から侵入すると、そこにはひたぎの言ったとおり、真新しい花束が供えられていた。ひたぎも怪異がらみで忍野メメに借金をしてしまっていたため、この話で返済に充てようとする。

### こよみサンド
六月中旬、忍野メメがこの町を去ってから数日が経過したある日のこと。暦は八九寺真宵から不思議な砂の話を聞かされる。とある砂場が、鬼の顔のような模様を浮かび上がらせるというのである。暦は真夜中の公園へと足を延ばし、事の真相を確かめる。

### こよみウォーター
七月某日、暦は部屋を片付けるために、後輩の神原駿河の家を訪れていた。部屋を片付け終わった暦は駿河から風呂に入って行くように勧められる。そして、その風呂に使われているという不思議な水の話を聞かされる。その水には未来の結婚相手の姿が浮かび上がるのだと言う。

### こよみウインド
八月上旬、詐欺師が流布した不吉なおまじないの事件が解決したある日のこと。千石撫子は事後報告とお礼ということで暦の家を訪れていた。暦と撫子は詐欺師がどうやって「おまじない」の噂を流布したのかを考える。

### こよみツリー
九月下旬、暦は妹の火憐と一緒に、火憐が通う空手道場を訪れた。火憐曰く、不思議な木がその道場に生えており、門弟たちがそれを切り倒そうとするのを止めてほしいとのことだった。暦はいつから存在したのかも分からないその木の謎について考える。

### こよみティー
十月某日、暦は妹の月火の相談に乗ることになった。月火の所属している茶道部に不思議なお化けの噂が広がっているという。月火は全くそれを信じていないのだが、不思議な噂を信じる他の部員たちと噛み合わなくなっているとのこと。

### こよみマウンテン
十一月上旬、暦は扇に誘われ北白蛇神社を訪れた。この神社の社屋が作られたのは道が整備される遥か前であり、木材の運搬は極めて困難だったはず、と扇は北白蛇神社建設の謎について、暦に尋ねる。

### こよみトーラス
十二月、暦はひたぎの手作りドーナツを五つ受け取る。忍は匂いを嗅ぎつけすぐに起きてくるが、ミスタードーナツではないのかと落胆。しかし一つ食べると興奮し、残りの四つも求めてくる。暦が断ると、忍はある勝負を持ちかける。

### こよみシード
一月中旬、センター試験からの帰り道、暦は道で余接と出会った。聞けば彼女は、余弦に頼まれてある探し物をしているのだという。暦は勉強に忙しいが、放って帰るのも気が引ける。手伝うことにした暦だったが、余接は探し物が何か答えない。

### こよみナッシング
二月下旬、暦は北白蛇神社に居を構えた余弦のもとを訪れる。吸血鬼の力を乱用するわけにはいかなくなったので、体術の方を鍛えたいと余弦に申し出る。そこで暦は、余弦と余接の正確な関係についてふと気になり、余弦に尋ねる。余弦はただ答えるのはつまらないと、一発入れることができたら答えると言う。

### こよみデッド
三月中旬、大学受験の日の朝。暦は余弦のいなくなった北白蛇神社を日参するようになっていた。そこで暦を待ち構えていたのは臥煙伊豆湖。彼女と怪異の話をしていたところ、伊豆湖は怪異の被害を抑えるためには暦の動きを止める必要があるという。伊豆湖が暦に向けたのは、正真正銘本物の「怪異殺し」と呼ばれる刀だった。

## 登場キャラクター
阿良々木 暦（あららぎ こよみ）
声 - 神谷浩史
本作の主人公。私立直江津高校に通う三年生男子。春休みに吸血鬼の体質をその身に宿すようになり、怪異と否応なしに関わることになる。
羽川 翼（はねかわ つばさ）
声 - 堀江由衣
第一話「こよみストーン」にて不思議な石の話をした少女。直江津高校三年生で、暦のクラスの委員長。博識だが、「何でもは知らない」と謙遜する。
忍野 メメ（おしの メメ）
声 - 櫻井孝宏
怪異の専門家。学習塾跡の廃墟に住み着いており、怪異譚を蒐集し、欲しがる人に売って生計を立てている。また、怪異に憑かれた者の相談に乗ることで料金を取っている。
戦場ヶ原 ひたぎ（せんじょうがはら ひたぎ）
声 - 斎藤千和
第二話「こよみフラワー」で怖い花の話をした少女。直江津高校三年生で、五月から暦の恋人として付き合うようになるが、この時点ではまだ付き合っていない。暦相手にはとんでもない毒舌を放つ面もある。
八九寺 真宵（はちくじ まよい）
声 - 加藤英美里
第三話「こよみサンド」で不思議な砂の話をした少女。小学五年生で、暦の良い話し相手。
神原 駿河（かんばる するが）
声 - 沢城みゆき
第四話「こよみウォーター」で不思議な水の話をした少女。直江津高校二年生で、暦の後輩。元バスケ部のキャプテンでスポーツが得意。父母ともに既に他界している。
千石 撫子（せんごく なでこ）
声 - 花澤香菜
第五話「こよみウインド」で不思議なおまじないの流布した謎について一緒に考えた少女。中学二年生で、暦の妹、月火の友達。
貝木 泥舟（かいき でいしゅう）
声 - 三木眞一郎
不吉なおまじないによって詐欺を働いていた男。撫子はそのおまじないの間接的な被害者。
阿良々木 火憐（あららぎ かれん）
声 - 喜多村英梨
第六話「こよみツリー」で不思議な木の話をした少女。栂の木第二中学の三年生で、暦の上の妹。空手道場に通っている。
阿良々木 月火（あららぎ つきひ）
声 - 井口裕香
第七話「こよみティー」で茶道部で囁かれている噂の話をした少女。栂の木第二中学の二年生で、暦の下の妹。髪型をころころ変え、十月の段階ではツインテールにしている。
忍野 扇（おしの おうぎ）
声 - 水橋かおり
第八話「こよみマウンテン」で山頂の神社の不思議な話をした直江津高校に通う高一の少女で、暦の後輩。忍野メメの姪だとされている。
忍野 忍（おしの しのぶ）
声 - 坂本真綾
第九話「こよみトーラス」でドーナツの謎かけをした幼女。元はキスショット・アセロラオリオン・ハートアンダーブレードという約600歳の吸血鬼だが力を失い、暦の従僕となっている。
斧乃木 余接（おののき よつぎ）
声 - 早見沙織
第十話「こよみシード」にて暦に探し物を頼んだ童女。影縫余弦の式神で暦を指一本で支えることができる。
影縫 余弦（かげぬい よづる）
声 - 白石涼子
第十一話「こよみナッシング」にて暦と戦った女性。不死身の怪異の専門家でとてつもない戦闘能力を持つ。
臥煙 伊豆湖（がえん いずこ）
声 - ゆきのさつき
第十二話「こよみデッド」にて暦に死ぬように言った女性。怪異の専門家の元締めで「私は何でも知っている」と言い放つ。

## 既刊一覧

### 小説
- 西尾維新（著） / VOFAN（イラスト） 『暦物語』 講談社〈講談社BOX〉、2013年5月20日第1刷発行（5月21日発売[4]）、ISBN 978-4-06-283837-5

### 関連書籍
- 『暦物語フルカラーポストカードセット』2013年6月21日発売、ISBN 978-4-06-218448-9
  - 『暦物語』の挿絵に使われたVOFANによる12枚のイラストを使用したポストカードセット。原作では挿絵はモノクロで収録されていたが、この商品ではフルカラーとなる。

## 物語シリーズ公式アプリ
2015年12月19日に物語シリーズ公式アプリ『暦物語』が無料配信された。対応OSはiOSとAndroid。
2016年1月9日土曜深夜より短編アニメーション『暦物語』が毎週無料配信された。原作の発売順とは異なり、「終物語 (中)・しのぶメイル」の放映後に配信された。アニメ映画『傷物語』、アニメ版の物語シリーズの主題歌CD『歌物語』などのCM動画も閲覧できる。アニメ『暦物語』全12話限定無料配信は2016年4月30日まで配信された。
また、2016年のカレンダー機能があり、日替わりで物語シリーズの音声が視聴できる。毎日ログインするごとにその日のキャラクターのスタンプが押され、1ヶ月分のスタンプを集めたり記念日になると特典があった。
2018年7月より全12話をテレビ向けに再編集したバージョンを6週間限定で放送することが決定した。

### スタッフ
- 原作 - 西尾維新『暦物語』
- キャラクター原案 - VOFAN
- 総監督 - 新房昭之
- 監督 - 板村智幸
- シリーズ構成 - 東富耶子、新房昭之
- キャラクターデザイン - 渡辺明夫
- 総作画監督 - 渡辺明夫、岩崎たいすけ、西澤真也
- 美術監督 - 内藤健
- 色彩設計 - 日比野仁、渡辺康子
- 撮影監督 - 江上怜
- 編集 - 松原理恵
- 音響監督 - 鶴岡陽太
- 音楽 - 神前暁
- 音楽制作 - アニプレックス
- プロデューサー - 岩上敦宏、松下卓也、久保田光俊
- アニメーション制作 - シャフト
- 製作 - アニプレックス、講談社、シャフト

### 主題歌
オープニングテーマ
「perfect slumbers」（第一話）
作詞 - meg rock / 作曲・編曲 - 神前暁（MONACA） / 歌 - 羽川翼（堀江由衣）
「staple stable」（第二話）
作詞 - meg rock / 作曲・編曲 - 神前暁 / 歌 - 戦場ヶ原ひたぎ（斎藤千和）
「帰り道」（第三話）
作詞 - meg rock / 作曲・編曲 - 神前暁 / 歌 - 八九寺真宵（加藤英美里）
「ambivalent world」（第四話）
作詞 - meg rock / 作曲・編曲 - 神前暁 / 歌 - 神原駿河（沢城みゆき）
「恋愛サーキュレーション」（第五話）
作詞 - meg rock / 作曲・編曲 - 神前暁 / 歌 - 千石撫子（花澤香菜）
「marshmallow justice」（第六話）
作詞 - meg rock / 作曲・編曲 - 神前暁（MONACA） / 歌 - 阿良々木火憐（喜多村英梨）
「白金ディスコ」（第七話）
作詞 - meg rock / 作曲・編曲 - 神前暁（MONACA） / 歌 - 阿良々木月火（井口裕香）
「decent black」（第八話）
作詞 - meg rock / 作曲・編曲 - ミト / 歌 - 忍野扇（水橋かおり）
「mein schatz」（第九話）
作詞 - meg rock / 作曲 - ミト / 編曲 - ミト、高田龍一
「オレンジミント」（第十話）
作詞 - meg rock / 作曲・編曲 - ミト / 歌 - 斧乃木余接（早見沙織）
エンディングテーマ「whiz」
作詞・作曲 - 渡辺翔 / 編曲 - 倉内達矢 / 歌 - TrySail
エンディングテーマは新曲。オープニングは今までの物語シリーズの主題歌から、そのエピソードに登場するヒロインのキャラクターソングが再利用されているが、第十一話・第十二話は対応するキャラクターソングがないためオープニング自体が存在しなかった。映像も基本的にはそのままだが、タイトルは「暦物語」に変更されている。

### 各話リスト
| 話       | サブタイトル     | 脚本     | 絵コンテ | 演出              | 作画監督                              |
| -------- | ---------------- | -------- | -------- | ----------------- | ------------------------------------- |
| 第一話   | こよみストーン   | 中本宗応 | 草川啓造 | 板村智幸 大橋一輝 | 伊藤良明、清水勝祐                    |
| 第二話   | こよみフラワー   | 中本宗応 | 草川啓造 | 板村智幸 大橋一輝 | 櫻井司、野道佳代、中村真由美          |
| 第三話   | こよみサンド     | 木澤行人 | 大石美絵 | 鈴木拓磨          | 高橋みき                              |
| 第四話   | こよみウォーター | 木澤行人 | 大石美絵 | 鈴木拓磨          | 宮嶋仁志、山崎克之、清水勝祐          |
| 第五話   | こよみウインド   | 中本宗応 | 数井浩子 | 深瀬重            | 宮嶋仁志、櫻井司                      |
| 第六話   | こよみツリー     | 中本宗応 | 数井浩子 | 深瀬重            | 伊藤良明、宮嶋仁志、櫻井司 中村真由美 |
| 第七話   | こよみティー     | 木澤行人 | 大石美絵 | 外山草            | 築山翔太、高野晃久、清水勝祐          |
| 第八話   | こよみマウンテン | 木澤行人 | 大石美絵 | 外山草            | 高橋みき、山崎克之                    |
| 第九話   | こよみトーラス   | 中本宗応 | 数井浩子 | 安食圭            | 宮嶋仁志、安食圭                      |
| 第十話   | こよみシード     | 中本宗応 | 数井浩子 | 安食圭            | 野道佳代、秋葉徹                      |
| 第十一話 | こよみナッシング | 中本宗応 | 板村智幸 | 岡田堅二朗        | 伊藤良明、高橋みき、櫻井司            |
| 第十二話 | こよみデッド     | 中本宗応 | 板村智幸 | 岡田堅二朗        | 宮嶋仁志、山崎克之、築山翔太          |

### 放送局
| 配信期間                | 配信時間                   | 配信サイト             | 備考                                                            |
| ----------------------- | -------------------------- | ---------------------- | --------------------------------------------------------------- |
| 2016年1月10日 - 3月27日 | 日曜 0:00 更新（土曜深夜） | iOS、Android向けアプリ | TOKYO MX他にて日曜0:00から再放送されている 化物語の放送後に配信 |

| 放送期間               | 放送時間                     | 放送局       | 対象地域 | 備考                  |
| ---------------------- | ---------------------------- | ------------ | -------- | --------------------- |
| 2018年7月7日 - 8月11日 | 土曜 0:00 - 0:30（金曜深夜） | TOKYO MX     | 東京都   |                       |
|                        |                              | 群馬テレビ   | 群馬県   |                       |
|                        |                              | とちぎテレビ | 栃木県   |                       |
|                        |                              | BS11         | 日本全域 | BS放送 / 『ANIME+』枠 |

### 映像ソフト
2016年6月29日に全12話を収録したBlu-rayとDVDが発売。完全生産限定版特典は渡辺明夫描き下ろしのデジパック仕様、特典CDあとがたり、三方背クリアケース、特製ブックレット、西尾維新書き下ろしキャラクターコメンタリー、ノンクレジットエンディング・PV&CM集が付属。本編DISC1には第1話～第6話、DISC2には第7話～第12話を収録。
2022年12月21日には〈物語〉シリーズファイナルシーズンの全4作品を収録したBlu-ray Disc BOXが発売予定。完全生産限定版特典は渡辺明夫描き下ろしのデジパック仕様、西尾維新書き下ろしキャラクターコメンタリー、ノンクレジットオープニング/エンディング、プロモーション映像他が付属。
| 巻数  | 収録話                                                                             | 発売日         | コメンタリー                                                                                      |
| ----- | ---------------------------------------------------------------------------------- | -------------- | ------------------------------------------------------------------------------------------------- |
| DISC1 | 第1話 - 第6話                                                                      | 2016年6月29日  | 阿良々木火憐、阿良々木月火                                                                        |
| DISC2 | 第7話 - 第12話                                                                     | 2016年6月29日  | 八九寺真宵、斧乃木余接                                                                            |
| BOX   | 『憑物語』全4話 『暦物語』全12話 『終物語』全20話、総集篇全2話 『続・終物語』全6話 | 2022年12月21日 | 以前に発売された『憑物語』『暦物語』『終物語』 『続・終物語』のBD / DVDに収録されたものを全て収録 |